# EuroPride

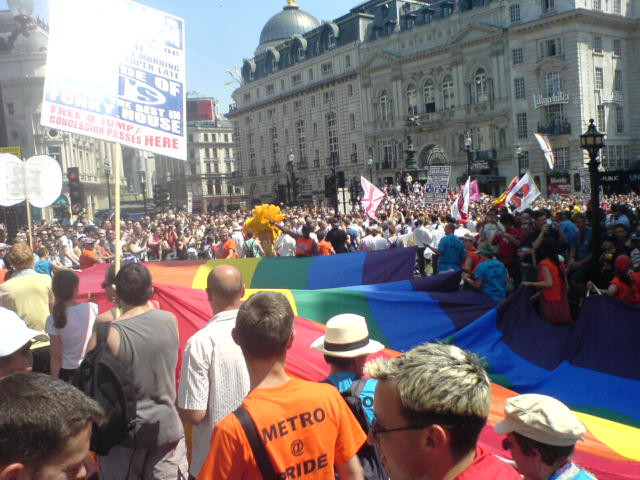
Regenboogvlag te Piccadilly Circus, Londen, 2006

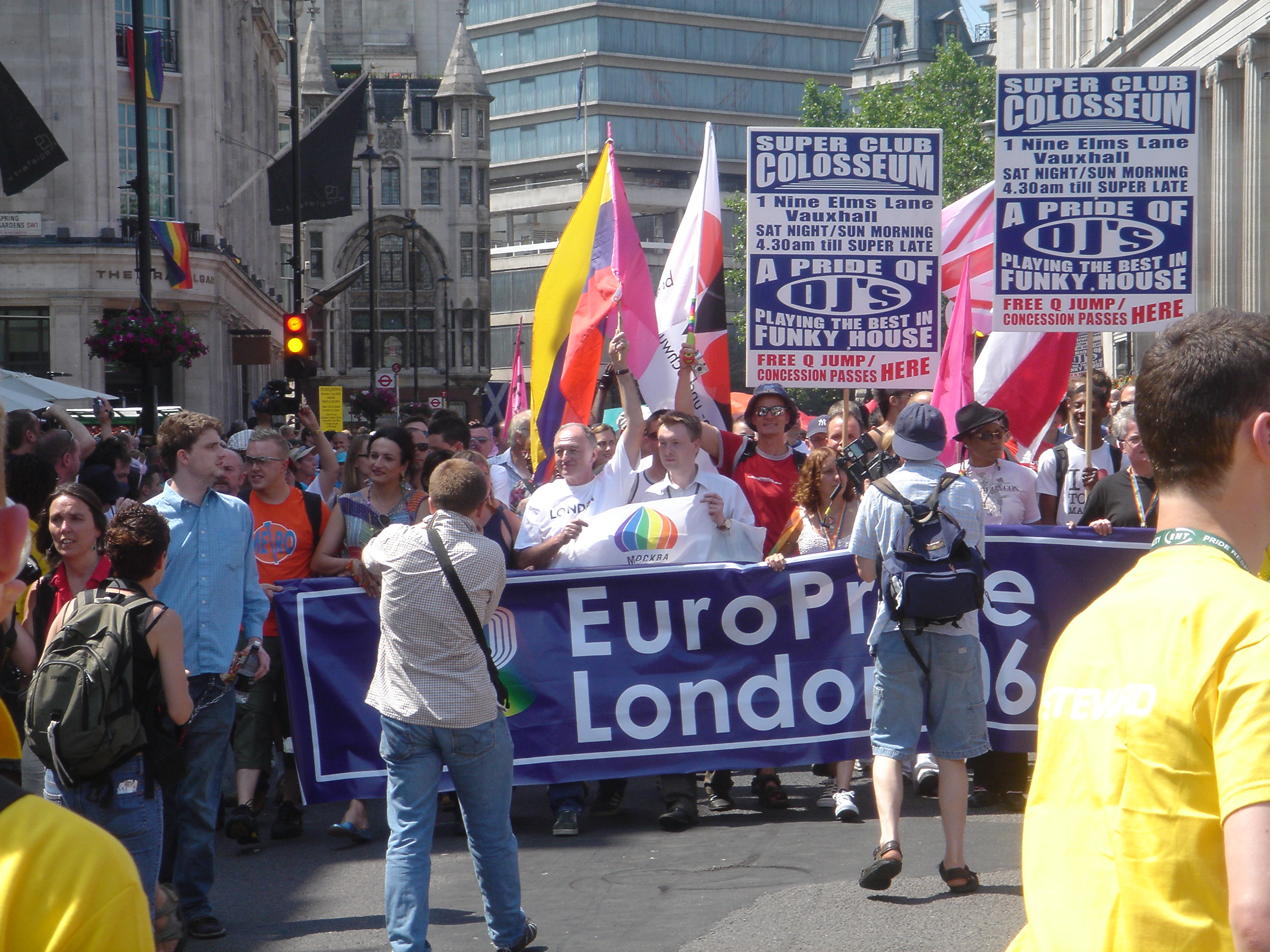
EuroPride Londen, 2006, met burgemeester Ken Livingstone

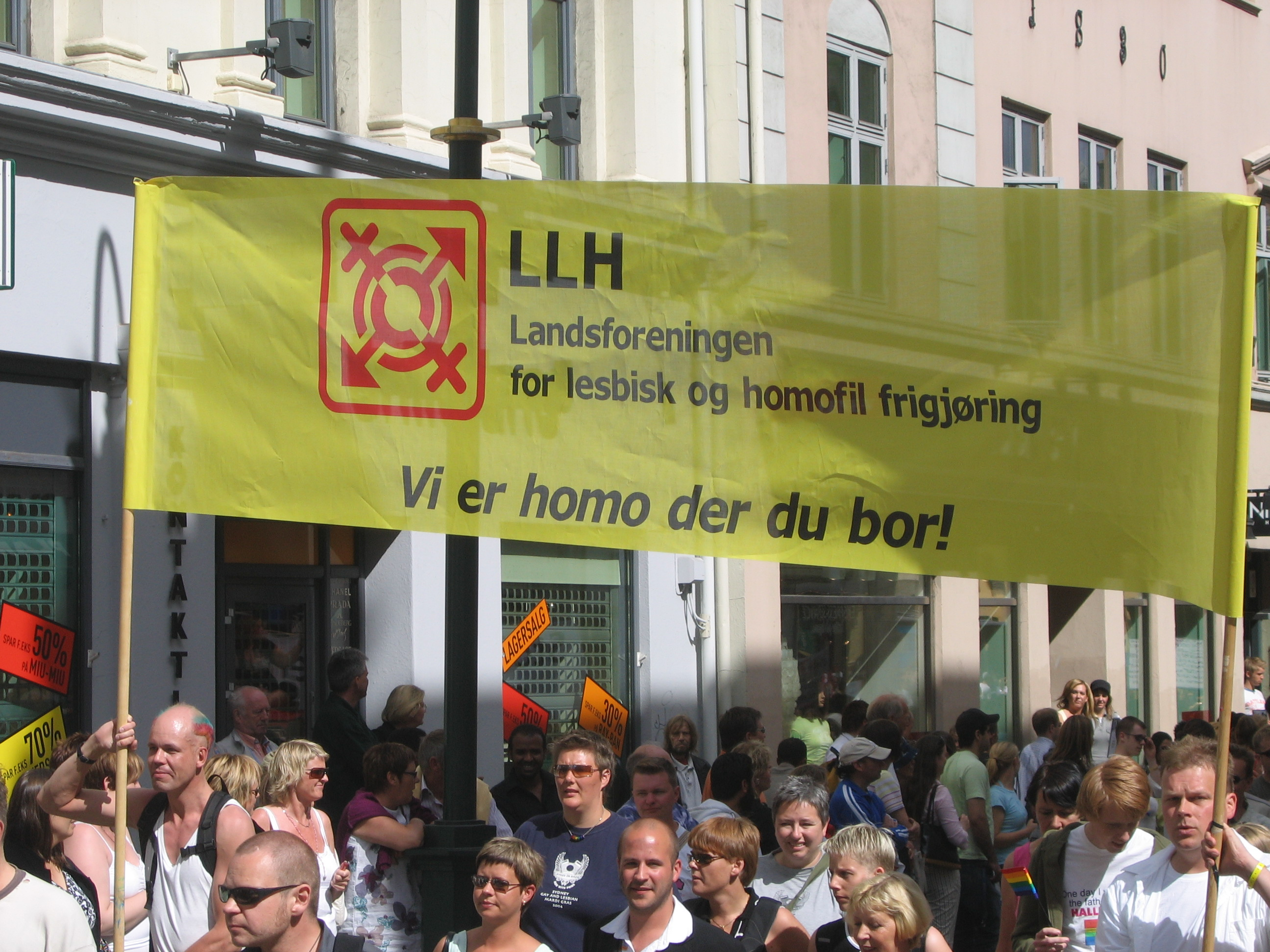
Spandoek tijdens de EuroPride-parade in Oslo, 2005

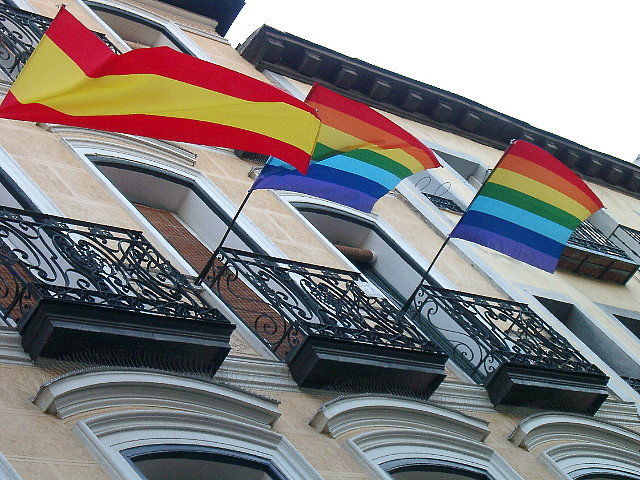
Vlaggen tijdens de EuroPride in Madrid, 2007

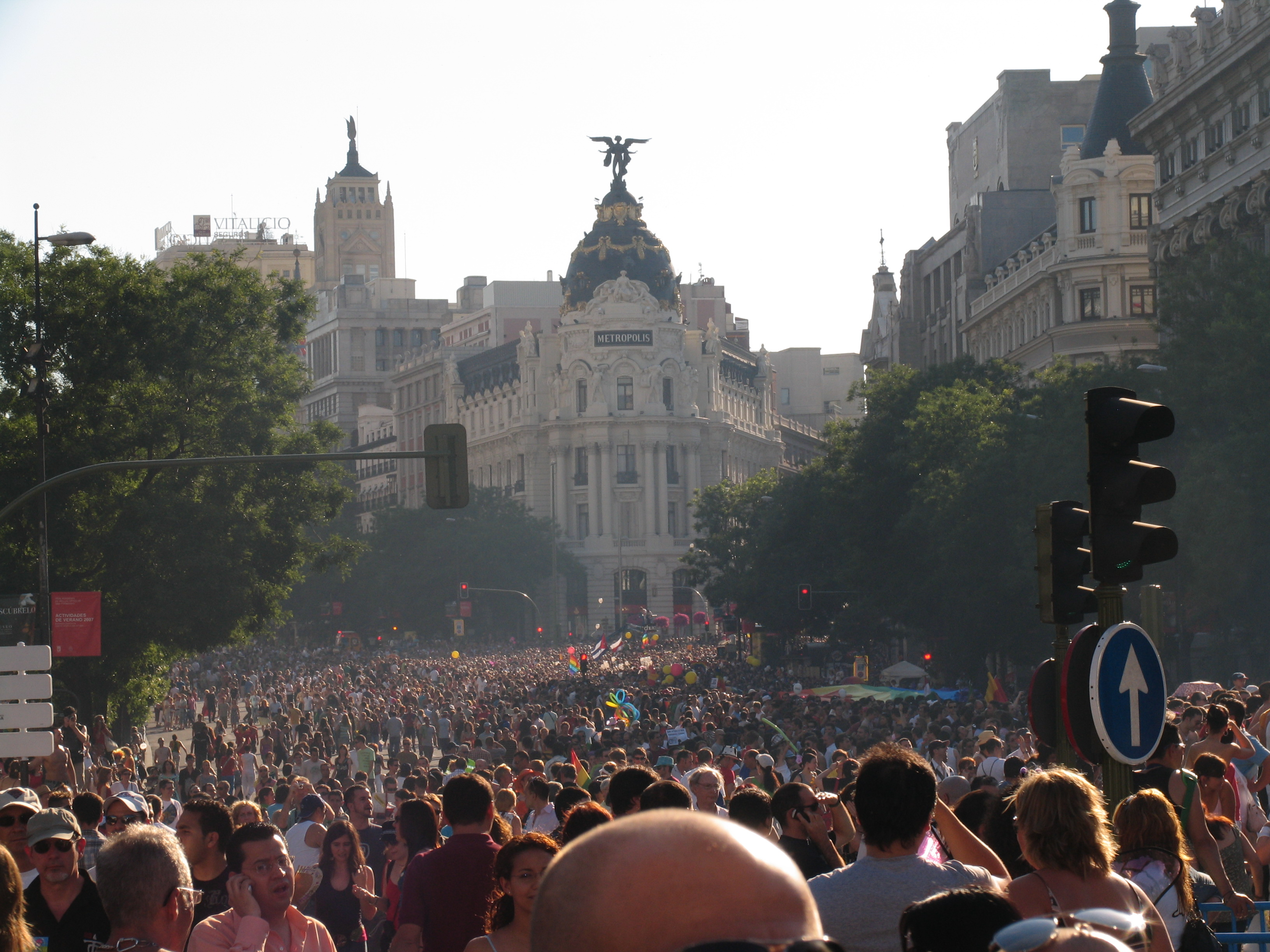
EuroPride Madrid, juli 2007

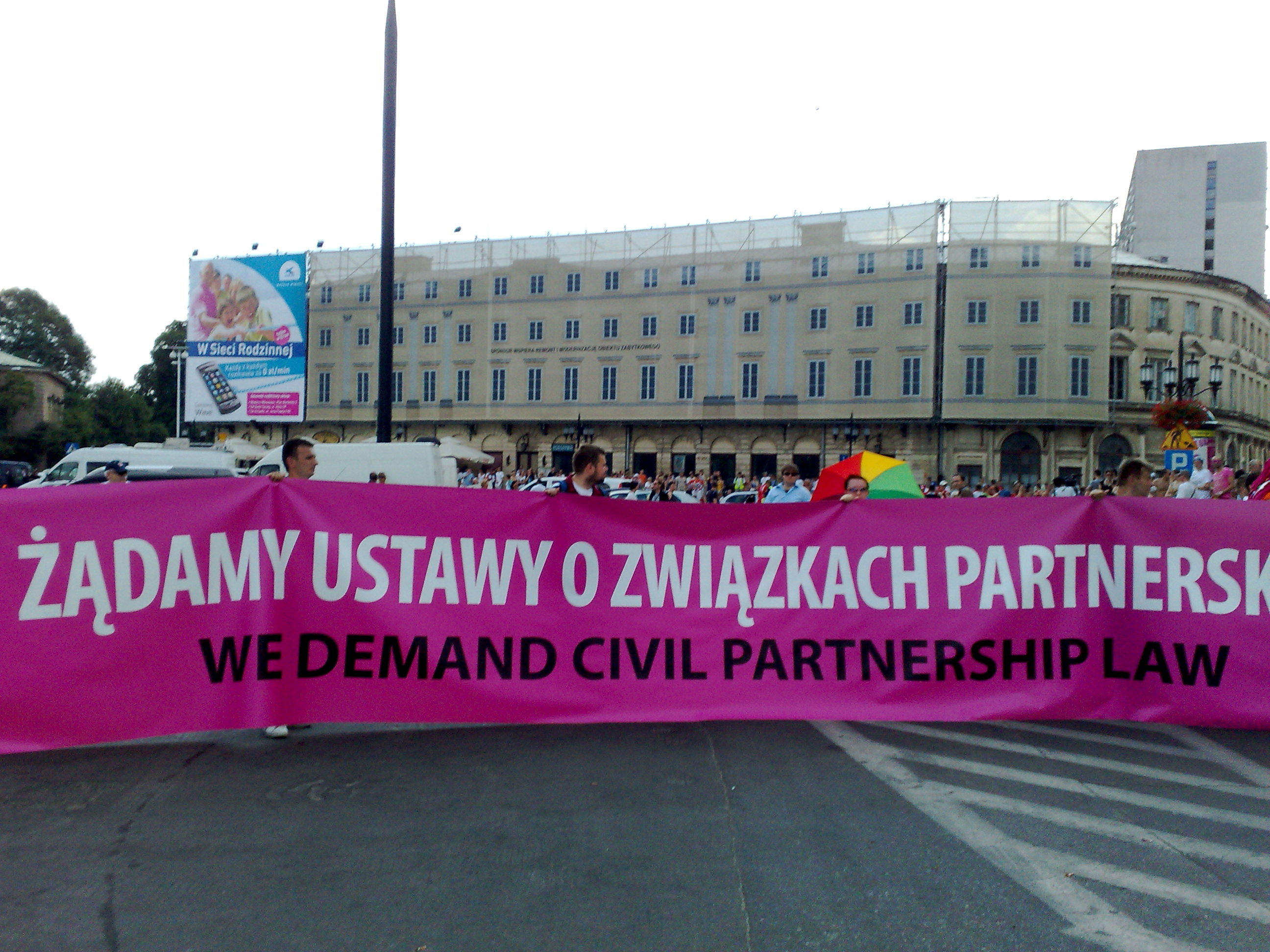
Spandoek voor het homohuwelijk tijdens EuroPride in Warschau, 2010

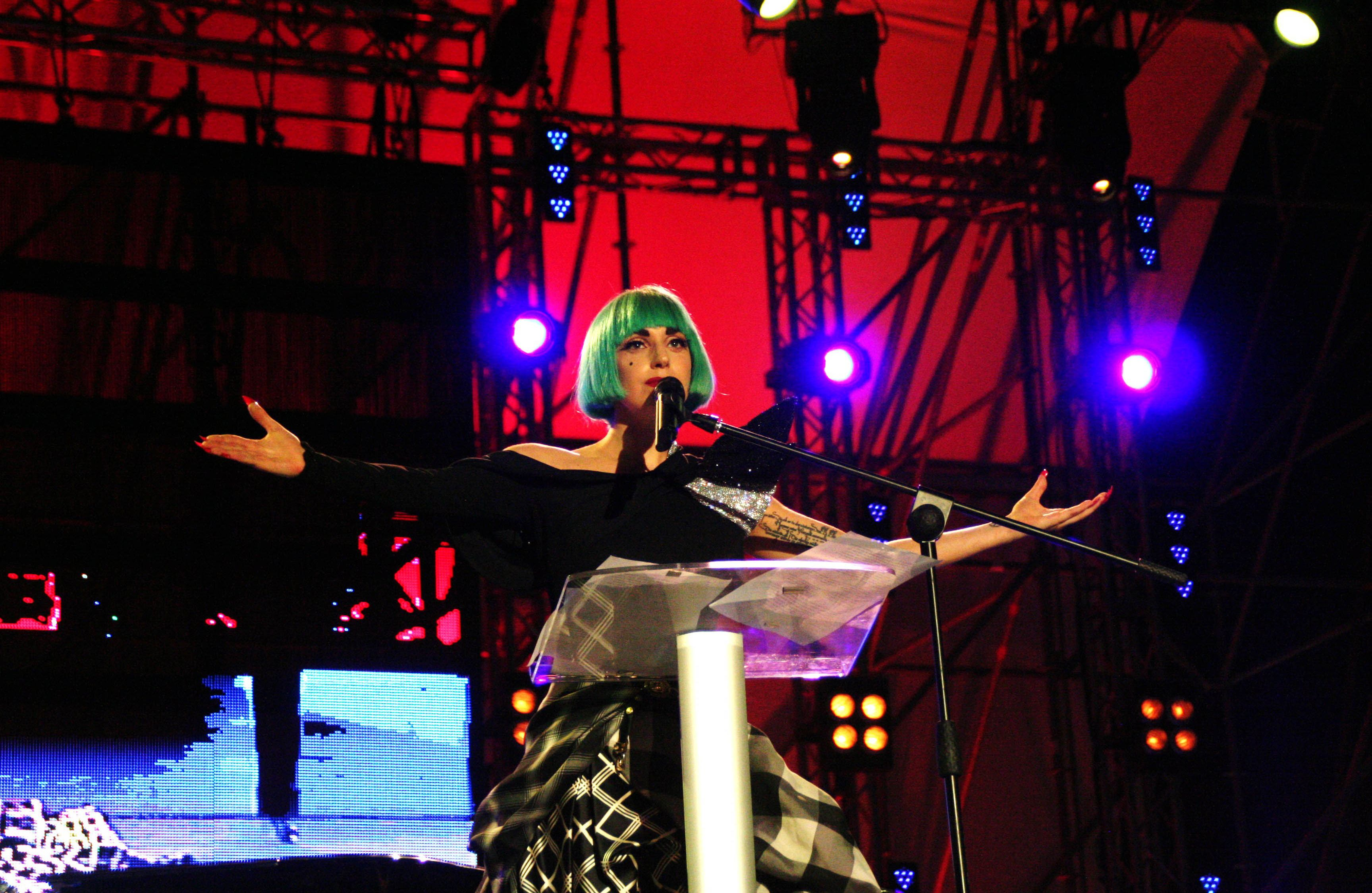
Lady Gaga bij de EuroPride in Rome, 2011

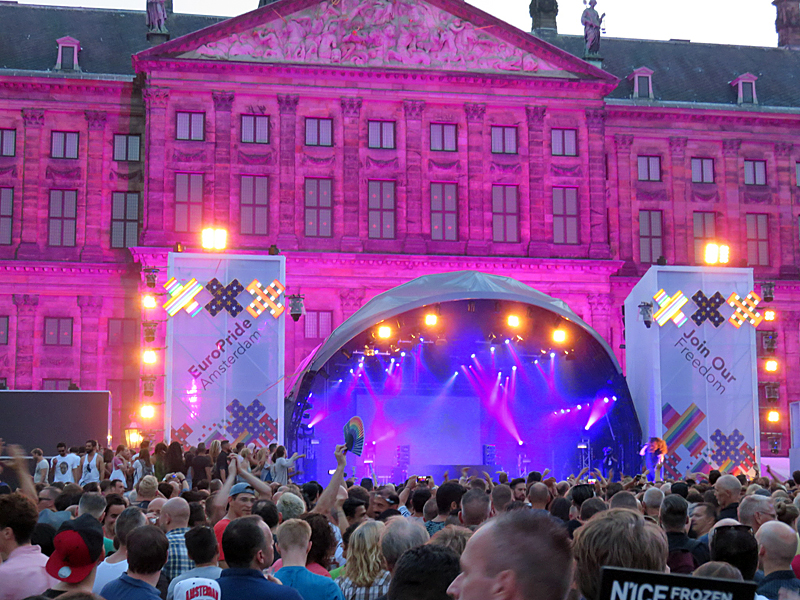
Feest op de Dam in het kader van de EuroPride 2016 in Amsterdam

EuroPride is een pan-Europees lgbt-evenement, dat afwisselend in verschillende (grote) Europese steden wordt gehouden. In de stad waar het evenement plaatsvindt wordt er meestal aangesloten bij een bestaand Gay Pride-evenement en/of is er een belangrijke lgbt-gemeenschap.
EuroPride is tweemaal in Nederland gehouden, namelijk in 1994 en in 2016. In 2026 zal de EuroPride wederom in Amsterdam zijn. In België heeft er tot nu toe nog geen EuroPride plaatsgevonden.

## Karakter
Gedurende één of twee weken vinden er een groot aantal festiviteiten plaats, waaronder sport- en culturele evenementen op diverse locaties in de betreffende stad. Voorts zijn er concerten, kerkdiensten, theaterprogramma's, filmvoorstellingen, korenfestivals, debatten, congressen, tentoonstellingen, speciale clubavonden en feesten en wordt er stilgestaan bij de gevolgen van aids. Ook wordt er aandacht besteed aan de landen waar het met de Homo-emancipatie minder goed gesteld is.
Tijdens EuroPride is er meestal als hoogtepunt een weekend met een groot evenement, vergelijkbaar met een parade in de stijl van 'Mardi Gras'.
Naast de diverse landelijke Gay Prides bestaan zowel 'EuroPride' (Europa) als 'WorldPride' (Wereld). Sinds 1991 wijst de EPOA (Engelse afkorting van European Pride Organisers Association, het Verbond van Europese (Gay-)Pride Organisatoren), telkens een stad aan die dat jaar de EuroPride mag organiseren of de titel mag voeren bij hun eigen te houden Gay Pride.
Een dergelijke 'Europese Gay Pride' wordt dan internationaler en in groter verband georganiseerd om een aansprekend karakter te krijgen.

## Geschiedenis
De EuroPride werd voor het eerst georganiseerd in 1992 in Londen, waarbij er circa 100.000 bezoekers waren. Het volgende jaar vonden de festiviteiten plaats in Berlijn en de derde editie werd in 1994 in Amsterdam gehouden.
In 1996 ging de EuroPride naar Kopenhagen, waar het evenement grote steun kreeg van het stadsbestuur. De organisatie was succesvol op alle onderdelen en slaagde er zelfs in om een financieel overschot te realiseren. Parijs bood onderdak aan de EuroPride in 1997. Het evenement had vele commerciële sponsors en was een groot succes. Tijdens de parade wandelden er meer dan 300.000 mensen naar de Place de la Bastille. Stockholm was gaststad in 1998. De EuroPride zou in 1999 opnieuw in Londen plaatsvinden, maar het evenement werd afgelast toen de organisatie failliet ging.
In 2000 viel EuroPride voor het eerst samen met de WorldPride. Het evenement vond plaats in Rome en werd druk bezocht door gays and lesbians vanuit de hele wereld. Aanvankelijk ondersteunde het stadsbestuur het evenement, maar de steun werd schielijk ingetrokken onder druk van het Vaticaan, dat tegelijkertijd het rooms-katholieke Heilig Jaar 2000 vierde.
EuroPride 2001 werd gehouden in Wenen, waarvoor er veel mensen afreisden naar Centraal-Europa. In 2002 was de EuroPride in Keulen, dit was de grootste versie tot dan toe, naar schatting waren er meer dan een miljoen bezoekers. In 2003 ging de EuroPride naar Manchester en in 2004 naar Hamburg. In 2005 vond de EuroPride plaats in Oslo.
Londen bood het evenement voor de tweede keer onderdak in 2006, er werd een twee weken durend festival gehouden. Als afsluiting was er op 1 juli een parade, waarbij de wandelaars werden uitgenodigd over Oxford Street te lopen, een van de drukste winkelstraten van de stad. Dit was de eerste keer dat dit was toegestaan in de geschiedenis van de Gay Pride Parade aldaar. De optocht werd bijgewoond door Ken Livingstone, burgemeester van Londen, en vele andere politici.
In 2007 ging de EuroPride naar Madrid en vond plaats eind juni in Chueca, de 'Gay Village' van deze stad. De Spaanse hoofdstad was gekozen omdat het homohuwelijk in de maanden daarvoor in Spanje was gelegaliseerd. Meer dan 1,2 miljoen mensen bezochten de afsluitende parade. Stockholm organiseerde de EuroPride in 2008. Het evenement vond plaats tussen 25 juni en 3 augustus, tien jaar na de EuroPride 1998 in deze stad. In Zürich vond de EuroPride plaats in 2009 met een reeks van evenementen tussen 2 mei en 7 juni, met een afsluitende parade door het stadscentrum op 6 juni.
De EuroPride werd in 2010 gehouden in Warschau. Er werden diverse festiviteiten gehouden tussen 9 en 18 juli. Op 17 juli was er een parade. Dit was de eerste keer dat de EuroPride plaatsvond in een voormalig communistisch land. Het belangrijkste thema was de wens tot legalisatie van het homohuwelijk in Polen.
In 2011 ging de EuroPride weer naar Rome. De parade werd afgesloten met een optreden en een toespraak van Lady Gaga op het Circus Maximus. Een miljoen mensen namen deel. In 2012 viel de EuroPride samen met de WorldPride in Londen.
De EuroPride van 2013 was in Marseille van 10 tot 20 juli. Deze EuroPride was gewijd aan het homohuwelijk in Frankrijk en het grootste huwelijksfeest van Europa vond hier plaats.
In 2014 vond de EuroPride voor de tweede maal plaats in Oslo, terwijl in 2015 Riga het evenement organiseerde, de eerste keer dat dit plaatsvond in een stad die voorheen onderdeel was van de voormalige Sovjet-Unie. In 2016 was de EuroPride voor de tweede maal in Amsterdam en in 2017 viel het in Madrid samen met de WorldPride. In 2018 vond de EuroPride plaats in Stockholm en Göteborg. In 2021 viel EuroPride in Kopenhagen samen met de WorldPride. Ook in 2026 in Amsterdam valt EuroPride weer samen met de WorldPride.

## EuroPrides in Nederland
In Nederland heeft tot nu toe tweemaal een EuroPride plaatsgevonden, namelijk in 1994 en in 2016, beide keren in Amsterdam:

### Amsterdam 1994
De derde editie van de EuroPride werd van 15 tot en met 25 juni 1994 in Amsterdam gehouden. De officiële opening werd gevormd door een concert in de Beurs van Berlage op 15 juni. Eerder die dag waren er in het Vondelpark al optredens geweest van onder meer de travestie-artiesten Vera Springveer en Dolly Dolfijn. Een groepje homo-activisten plantte vervolgens een boom op de Picassoweide, als protest tegen een in hun ogen al te drastische snoei van struiken, waardoor dat gebied zich niet meer zou lenen om te cruisen.
Gedurende het tien dagen durende festival waren er zo'n 200 tot 250 activiteiten op 50 verschillende locaties gepland, waaronder feesten, theatervoorstellingen en tentoonstellingen, waarvan een deel uiteindelijk niet doorging. Wel doorgang vonden bijvoorbeeld een tentoonstelling met werk van de Duitse fotograaf Jürgen Baldiga, de derde editie van het AmsterDam Diner, waarvan de opbrengst ten goede kwam aan het Aidsfonds, alsmede een ceremonie in de Sleep-in Arena waarbij homoseksuele paren zich konden laten "trouwen" en een week later weer laten scheiden.
De EuroPride werd op 25 juni afgesloten met de Roze Zaterdag, met als hoogtepunt een demonstratieve en ludieke parade die van het Homomonument op de Westermarkt, via de Marnixstraat naar het Museumplein trok. In de optocht deden onder andere majorettes van vrouwencafé Saarein en leermannen op motoren van seksclub Het Vagevuur mee. Daarnaast waren er 20 praalwagens, waaronder een oude tram met homoseksuele raadsleden, twee lijkkoetsen en een versierde oplegger van de uitgaansgelegenheden April en de Exit uit de Reguliersdwarsstraat. Op enkele andere wagens werden echter dermate seksueel expliciete acts vertoond, dat sommige toeschouwers er nogal door geschokt werden.
Aansluitend vond op het Museumplein de slotmanifestatie plaats, met onder meer een informatiemarkt waarop zich ca. 100 organisaties presenteerden, inclusief de Amsterdamse politie en de krijgsmacht. Diverse sprekers bepleitten de rechten van homo's en lesbiennes en waarschuwden voor de homohaat die uit kon gaan van het toenemende rechts-extremisme in Europa. Ten slotte waren er optredens van artiesten als Boy George, Loïs Lane en de Nasty Girls.
De parade en de slotmanifestatie trokken 60.000 tot 65.000 bezoekers. 's avonds was nog een groot slotfeest in de Sporthallen Zuid gepland, maar dat moest wegens geldgebrek worden afgelast. Wel waren er kleinere feesten elders in de stad. Door tegenvallende inkomsten bleef de organisator van de EuroPride, de stichting Roze Zaterdag Amsterdam, zitten met een schuld van ongeveer een half miljoen gulden en liet zichzelf daarom in juli 1994 failliet verklaren. Een jaar later werd als gevolg hiervan ook het Roze Front, een samenwerkingsverband van de belangrijkste Nederlandse homo- en lesbische groepen, opgeheven.

### Amsterdam 2016
Na 22 jaar was de Roze Zaterdag in 2016 weer terug in Amsterdam en samen met de jaarlijkse Amsterdam Gay Pride gebeurde dat ook deze keer weer onder de titel EuroPride. Het werd gevierd met een twee weken durend programma dat op 23 juli begon met de Roze Zaterdag en een extra grote Pride Walk. Dit eindigde voor het eerst met een groot feest op de Dam.
In het weekend van 30 en 31 juli was er voor de gelegenheid voor het eerst een dubbele editie van het openminded festival Milkshake in het Westerpark en op zaterdag 6 augustus vond ten slotte de jaarlijkse Canal Parade plaats, die circa 560.000 bezoekers trok. Gedurende de twee weken van de EuroPride waren er tal van activiteiten, waaronder de "Shakespeare Club" in het Amsterdam Museum, waarmee het COC haar 70-jarig bestaan vierde.

### Amsterdam 2026
In 2026 wordt de EuroPride voor de derde maal in Amsterdam georganiseerd. Deze keer valt dit evenement samen met de WorldPride.

## Gaststeden van de EuroPride
| Editie | Jaar | Stad                  | Organisatie                                     | Motto                                                                 | Periode                                                     | Aantal bezoekers       |
| ------ | ---- | --------------------- | ----------------------------------------------- | --------------------------------------------------------------------- | ----------------------------------------------------------- | ---------------------- |
| 1e     | 1992 | Londen                | ...                                             | ...                                                                   | 28 juni                                                     | circa 100.000          |
| 2e     | 1993 | Berlijn               | ...                                             | ...                                                                   | ...                                                         | circa 30.000           |
| 3e     | 1994 | Amsterdam             | Roze Front                                      | Gay Capital of Europe                                                 | 15 - 25 juni                                                | circa 67.000           |
| –      | 1995 | afgelast              | –                                               | –                                                                     | –                                                           | –                      |
| 4e     | 1996 | Kopenhagen            | ...                                             | ...                                                                   | 21 - 30 juni                                                | circa 25.000           |
| 5e     | 1997 | Parijs                | ...                                             | ...                                                                   | ...                                                         | circa 300.000          |
| 6e     | 1998 | Stockholm             | ...                                             | ...                                                                   | ...                                                         | ...                    |
| –      | 1999 | afgelast              | –                                               | –                                                                     | –                                                           | –                      |
| 7e     | 2000 | Rome                  | Circolo di Cultura Omosessuale Mario Mieli      | In Pride We Trust                                                     | 1 juli - 8 juli                                             | circa 500.000          |
| 8e     | 2001 | Wenen                 | ...                                             | ...                                                                   | ...                                                         | ...                    |
| 9e     | 2002 | Keulen                | Kölner Lesben- und Schwulentag e.V. (KLuST)     | Cologne celebrates diversity                                          | 15 juni - 7 juli                                            | circa 1.200.000        |
| 10e    | 2003 | Manchester            | ...                                             | ...                                                                   | ...                                                         | ...                    |
| 11e    | 2004 | Hamburg               | Hamburg Pride e.V.                              | Love breaks barriers                                                  | 4 - 13 juni                                                 | circa 400.000          |
| 12e    | 2005 | Oslo                  | EuroPride Oslo As                               | ...                                                                   | 18 - 27 juni                                                | circa 70.000 à 100.000 |
| 13e    | 2006 | Londen                | ...                                             | ...                                                                   | ...                                                         | ...                    |
| 14e    | 2007 | Madrid                | Spanish LGBT Collective Organization            | Now Europe, Equality is possible                                      | 22 juni - 2 juli                                            | circa 2.500.000        |
| 15e    | 2008 | Stockholm             | Stockholm Pride Agency                          | Swedish Sin Breaking Borders                                          | 25 juli - 3 augustus                                        | circa 80.000           |
| 16e    | 2009 | Zürich                | EuroPride 09 Organising Association             | Celebrating 40 years with Pride                                       | 2 mei - 7 juni                                              | circa 100.000          |
| 17e    | 2010 | Warschau              | Equality Foundation (Fundacja Równości)         | Freedom, equality, tolerance!                                         | 7 - 17 juli                                                 | circa 8.000 à 15.000   |
| 18e    | 2011 | Rome                  | Circolo di Cultura Omosessuale Mario Mieli      | Build Your Pride!                                                     | 2 - 12 juni                                                 | circa 1.000.000        |
| 19e    | 2012 | Londen                | Pride Londen                                    | ...                                                                   | 23 juni - 8 juli                                            | ...                    |
| 20e    | 2013 | Marseille             | LGP Marseille                                   | L'Europe en marche pour l'égalité - Europe on the move for equality ! | 10 - 20 juli                                                | ...                    |
| 21e    | 2014 | Oslo                  | Oslo Pride AS                                   | ...                                                                   | 20 - 29 juni                                                | ...                    |
| 22e    | 2015 | Riga                  | LGBT and their friends association MOZAĪKA      | Be the Change! Make History! Changing history is hot!                 | 15 - 21 juni                                                | circa 5.000            |
| 23e    | 2016 | Amsterdam             | Stichting Amsterdam Gay Pride                   | Join our Freedom                                                      | 23 juli - 7 augustus                                        | circa 560.000          |
| 24e    | 2017 | Madrid                | AEGAL                                           | Viva la vida                                                          | 23 juni - 2 juli                                            | circa 1.000.000        |
| 25e    | 2018 | Stockholm en Göteborg | Stockholm Pride en West Pride                   | ...                                                                   | 27 juli - 19 augustus                                       | circa 60.000           |
| 26e    | 2019 | Wenen                 | HOSI Wien                                       | Visions of Pride                                                      | 1 - 16 juni                                                 | circa 500.000          |
| –      | 2020 | Thessaloniki          | Thessaloniki Pride                              | Welcome to the future, where everyone can join                        | (20 - 28 juni) Wegens de corona-crisis uitgesteld naar 2024 | –                      |
| 27e    | 2021 | Kopenhagen            | Copenhagen Pride & Copenhagen 2021              | You Are Included                                                      | 20 - 28 augustus                                            | ...                    |
| 28e    | 2022 | Belgrado              | Belgrade Pride                                  | It's time                                                             | 12 - 18 september                                           | circa 10.000           |
| 29e    | 2023 | Valletta              | Malta Pride                                     | Equality from the Heart                                               | 7 - 17 september                                            | ...                    |
| 30e    | 2024 | Thessaloniki          | Thessaloniki Pride                              | ...                                                                   | 21 - 29 juni                                                | ...                    |
| 31e    | 2025 | Lissabon              | ILGA Portugal, Variações, rede ex aequo, AMPLOS | ...                                                                   | 14 - 21 juni                                                | ...                    |
| 32e    | 2026 | Amsterdam             | Pride Amsterdam                                 | ...                                                                   | 25 juli - 8 augustus                                        |                        |
| 33e    | 2027 | Turijn                | Coordinamento Torino Pride                      | ...                                                                   | 18 - 26 juni                                                |                        |